# Una casa de bojos
Una casa de bojos (títol original en francès: L'Auberge espagnole) és una pel·lícula francesa del 2002, dirigida i escrita per Cédric Klapisch. És sobre Xavier (Romain Duris), un estudiant francès de postgrau d'Economia que estudia durant un any a Barcelona, seguint el programa Erasmus, on es troba i aprèn d'un grup d'estudiants que venen de tot Europa.
La pel·lícula se centra en el punt de vista en primera persona del caràcter principal, Xavier, i és per això que principalment està narrat en francès. No obstant això, alguns del diàlegs són en anglès, una quantitat significativa és en castellà, i també hi ha petites frases en català, danès, alemany i italià.
El significat de la història es basa en l'assaig famós d'Erasme de Rotterdam "Elogi de la follia", que parla de la superioritat de la follia sobre la saviesa convencional.
La pel·lícula té una seqüela, Les Poupées russes (2005).

## Argument
La història segueix en Xavier, un francès de vint-i-quatre anys, que deixa la seva xicota i el seu país per a fer un Erasmus a Barcelona, com a prerequisit per aconseguir una feina al govern francès. En el vol d'anada, coneix una parella francesa jove que el deixa quedar al seu pis mentre busca un lloc per viure.
Finalment, en Xavier troba un apartament amb estudiants de tot Europa, incloent-hi Anglaterra, Bèlgica, Espanya, Itàlia, Alemanya, i Dinamarca. El grup d'estudiants passa a ser un grup de bons amics i la resta de la pel·lícula es basa en les seves interaccions.

## Repartiment
- Romain Duris com a Xavier
- Barnaby Metschurat com a Tobias
- Judith Godrèche com a Anne-Sophie
- Cécile de France com a Isabelle
- Kelly Reilly com a Wendy
- Audrey Tautou com a Martine
- Cristina Brondo com a Soledad
- Kevin Bishop com a William
- Federico D'Anna com a Alessandro
- Christian Pagh com a Lars
- Irene Montalà com a Neus
- Paulina Gálvez com a professora de flamenc
- Ivan Morales com a estudiant català
- Pere Sagristà com a professor d'economia de la universitat

## Banda sonora
La banda sonora de la pel·lícula la componen els següents temes:
1. Radiohead - "No Surprises" (03:49)
2. Kouz-1 - "L'Auberge espagnole" (01:58)
3. Kouz-1 - "El timbre no funciona" (03:57)
4. La Mala Rodríguez - "La cocinera" (03:25)
5. Ali Farka Touré - "Ai Du" (07:08)
6. Africando All Stars - "Betece" (05:04)
7. Vicente Amigo - "Reino de Silia" (04:19)
8. Frédéric Chopin - "Opus 64 Núm. 2 Waltz in C sharp minor", conduïda per Artur Rubinstein (03:43)
9. Daft Punk - "Aerodynamic" (03:32)
10. Ardag - "Cambia La Vida" (04:17)
11. Sonia y Selena - "Que Viva La Noche" (03:40)
12. Kouz-1 - "L'Auberge espagnole" (03:29)
13. Kouz-1 - "Le Rêve de l'Hippocampe" (02:23)

## Premis
D'entre tots els guardons a què optava, destaquen els Premis César de 2003:
Guanyats:
- Actriu més prometedora - Cécile de France

Nominacions:
- Millor pel·lícula
- Millor director - Cédric Klapisch
- Millor actriu secundària - Judith Godrèche
- Millor guió - Cédric Klapisch
- Millor muntatge - Francine Sandberg